# 乞伏保达
乞伏保达（515年—571年1月22日），北齐骠骑大将军、颍川郡太守、齐昌镇将，金城郡金城县陇西鲜卑人，是西秦国王乞伏归的玄孙。

## 先世
- 曾祖：乞伏亹，侍中、中书监，即武元王乞伏乾歸子。
- 祖父：乞伏凤，耻居关外，率众归附北魏。北魏封他为金城伯。
- 父：乞伏悦，官至泾州刺史。

## 生平
乞伏保达起家为参中军大都督府军事。升任冠军将军、中散大夫。天保元年（550年），北齐建立，转任前锋都督，进爵东垣县子，别封建安县乡男，任骠骑大将军，封化蒙县散男。转任直荡备身都督。武平元年（570年）十二月十一日在青州因病去世，时年五十六岁。武平二年（571年）二月十八日安葬在邺城西北七里紫陌之阳。齐后主下诏赠本将军、颖川太守、齐昌镇将。